# Feldbach, Steiermark
Feldbach (tiếng Slovene: Vrbna) là một đô thị thuộc huyện Feldbach trong bang Steiermark, nước Áo. Đô thị Feldbach, Steiermark có diện tích 67,30 km², dân số cuối năm 2015 là 13.328 người.